# 安岡新八
安岡 新八（やすおか しんぱち、1986年9月1日 - ）は、日本の元俳優。えりオフィスに所属していた。埼玉県出身。血液型はA型。代々木アニメーション学院東京校声優タレント科を卒業している。

## 人物
- 身長186cm　体重70kg　趣味は料理、ドライブ、音楽、映画鑑賞。特技はバスケットボール、スノーボード[1]。

- 2007年に代々木アニメーション学院声優タレント科を卒業し、えりオフィス[2]に所属。
- ミュージカル・舞台・ドラマ・映画とマルチに俳優活動をしている。
- 四人組メンズパフォーマンスユニット「強流-Goal-」（高橋伸輔・田中稔彦・安岡新八・山本哲平）の一人である。
- 2012年3月2日の所属事務所及び本人の公式ブログで事務所を退所と同時に芸能界引退を発表した[3][4]。

## 出演作品
- カスペ! 先生スペシャル5
- 韓国ドラマ 東京お天気雨…
- 陽はまた昇る - 栗原聡史 役

## 舞台
- DEAR BOYS - 土橋健二 役
- ドン・キショット
- GANRYUJIMA
- 2F2

## 映画
- すべては海になる
- ちいさな恋のものがたり